# Bazylika San Lorenzo

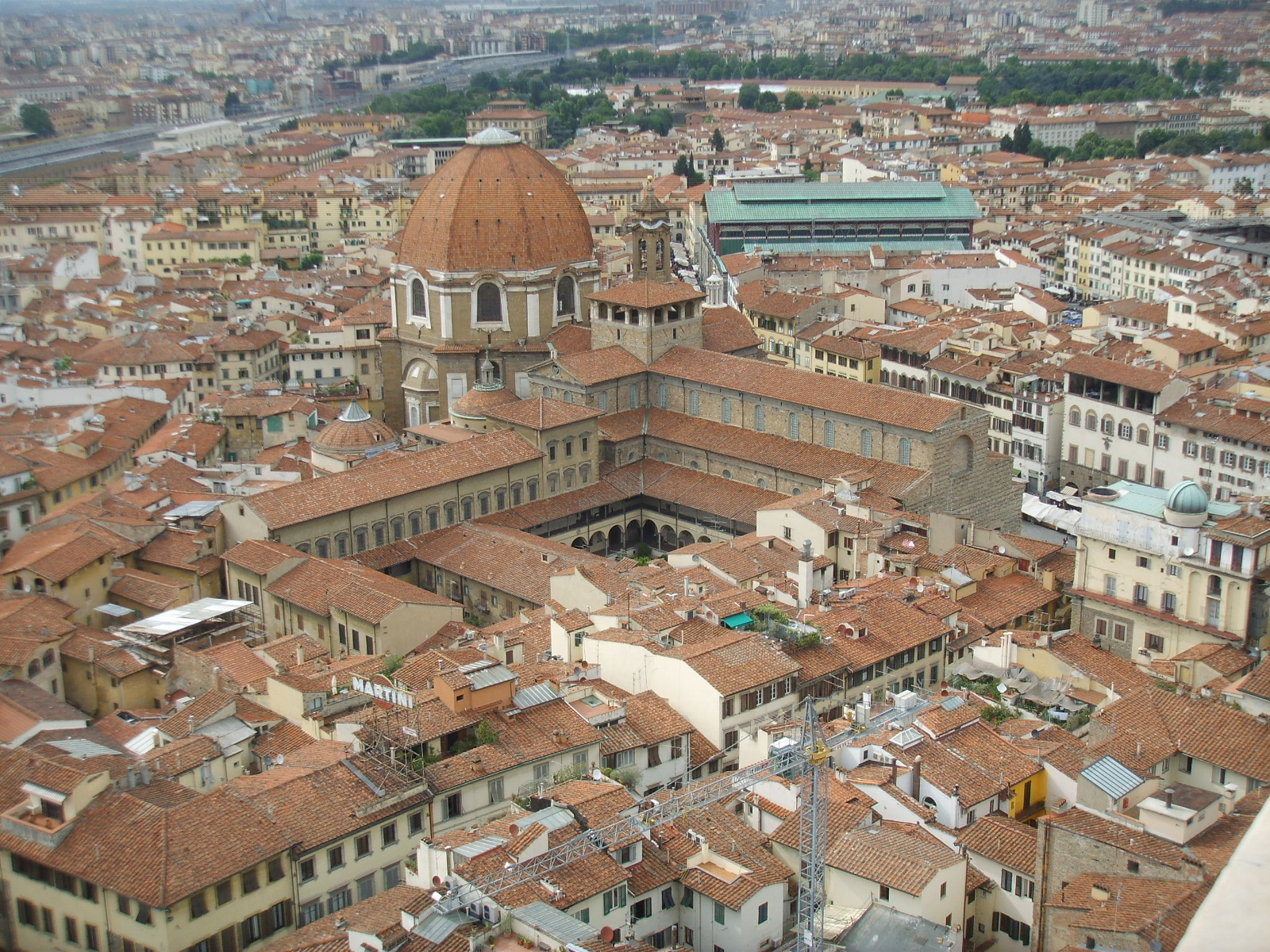
Widok na kompleks klasztorny

Bazylika San Lorenzo – bazylika we Florencji budowana od roku 1419 do lat 80. XV wieku. Zaprojektował ją florencki architekt Filippo Brunelleschi. Bazylika powstała na miejscu świątyni z okresu romańskiego, założonej w 393 roku.
Bazylika jest trójnawowa, została założona na planie krzyża łacińskiego. Nawa główna przykryta jest drewnianym stropem kasetonowym, nawy boczne sklepione są żaglasto. Na skrzyżowaniu naw umiejscowiona jest kopuła bez bębna. Po lewej stronie do jednego z ramion krzyża przylega stara zakrystia (1) sklepiona charakterystycznym sklepieniem (kopuła podzielona na 16 korytek, poprzez żebrowanie). Drugą zakrystię przylegającą z prawej strony do nawy poprzecznej (transeptu), tzw. nową (2) projektował Michał Anioł. Oddzielenie poszczególnych naw następuje za pomocą dwóch rzędów korynckich kolumn, na których spoczywa belkowanie, a później archiwolty. Na osi bazyliki dobudowano ośmioboczną kaplicę książęcą Medyceuszy (3) (Cappella dei Principi) o bogatym wystroju Pietra dura. Kopuła tej kaplicy dominuje nad bryłą bazyliki. Po lewej stronie znajduje się też biblioteka (6) oraz dwa dziedzińce arkadowe (4 i 5). Fasada frontowa jest surowa, pozbawiona okien, z trzema portalami wejściowymi. Zachował się drewniany model niezrealizowanej fasady bazyliki projektu Michała Anioła. Artysta zerwał podpisany już kontrakt na budowę fasady, bo władze Florencji nie zgodziły się na użycie marmuru z Carrary.

## Galeria

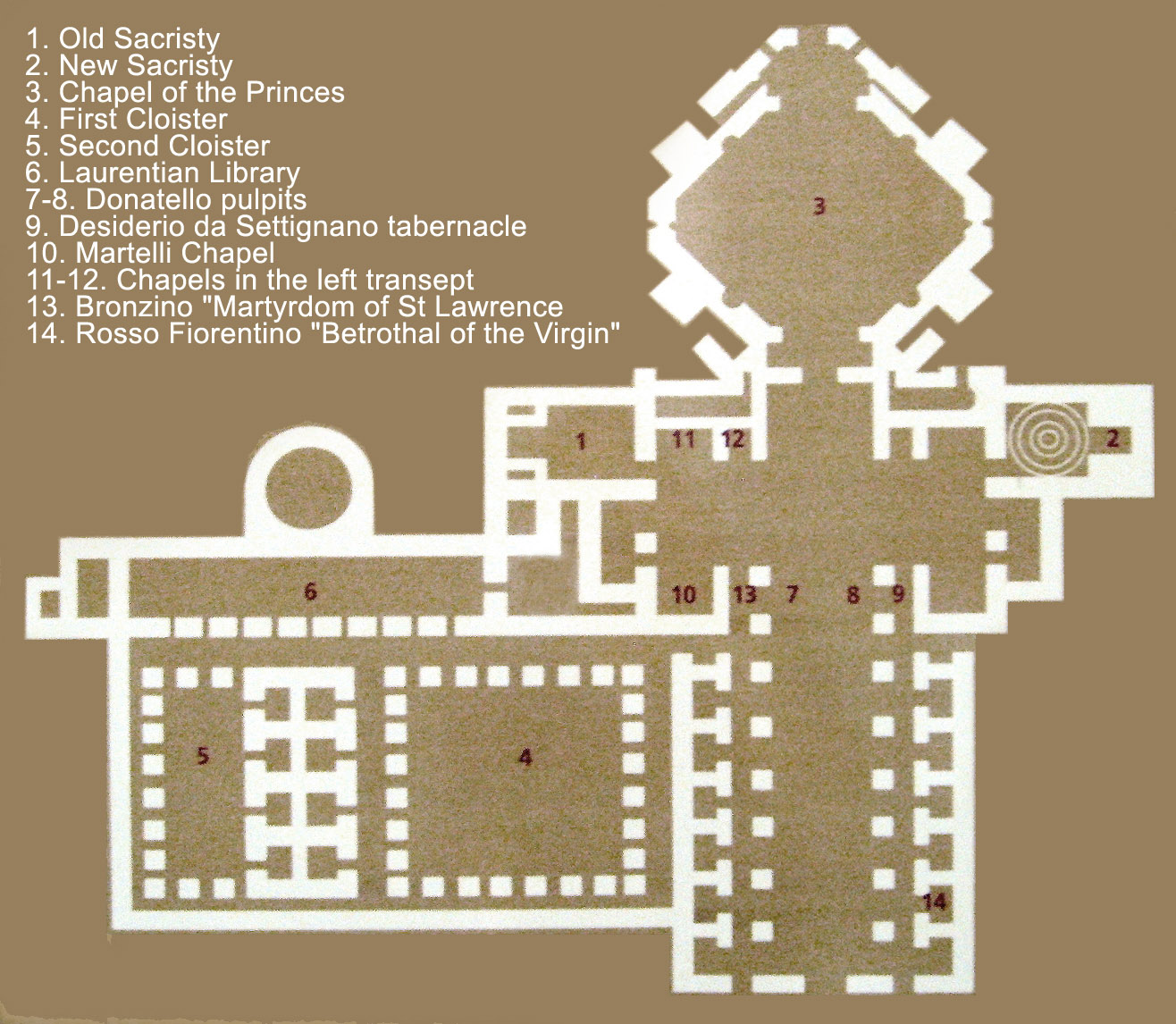
Plan bazyliki San Lorenzo
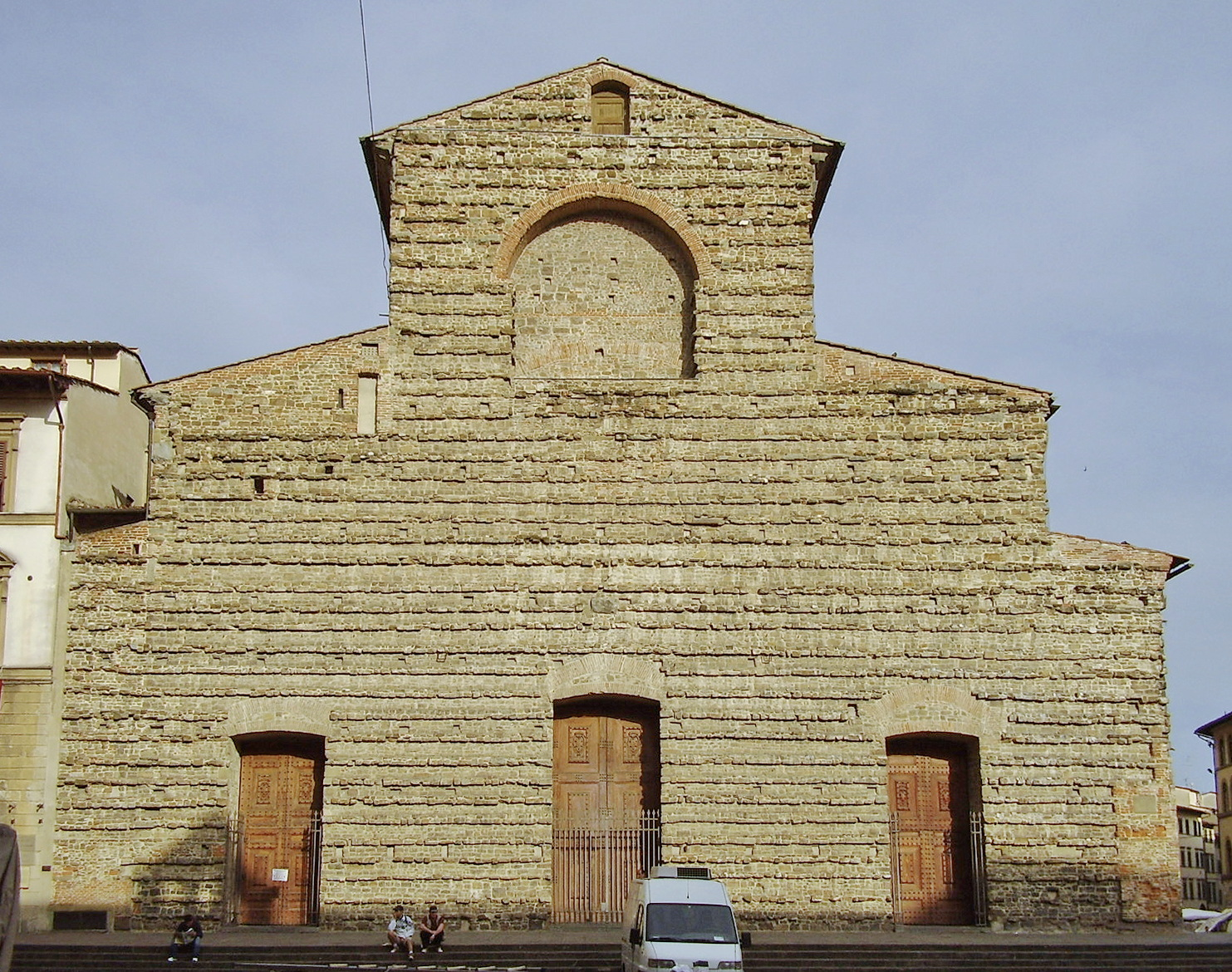
Fasada bazyliki
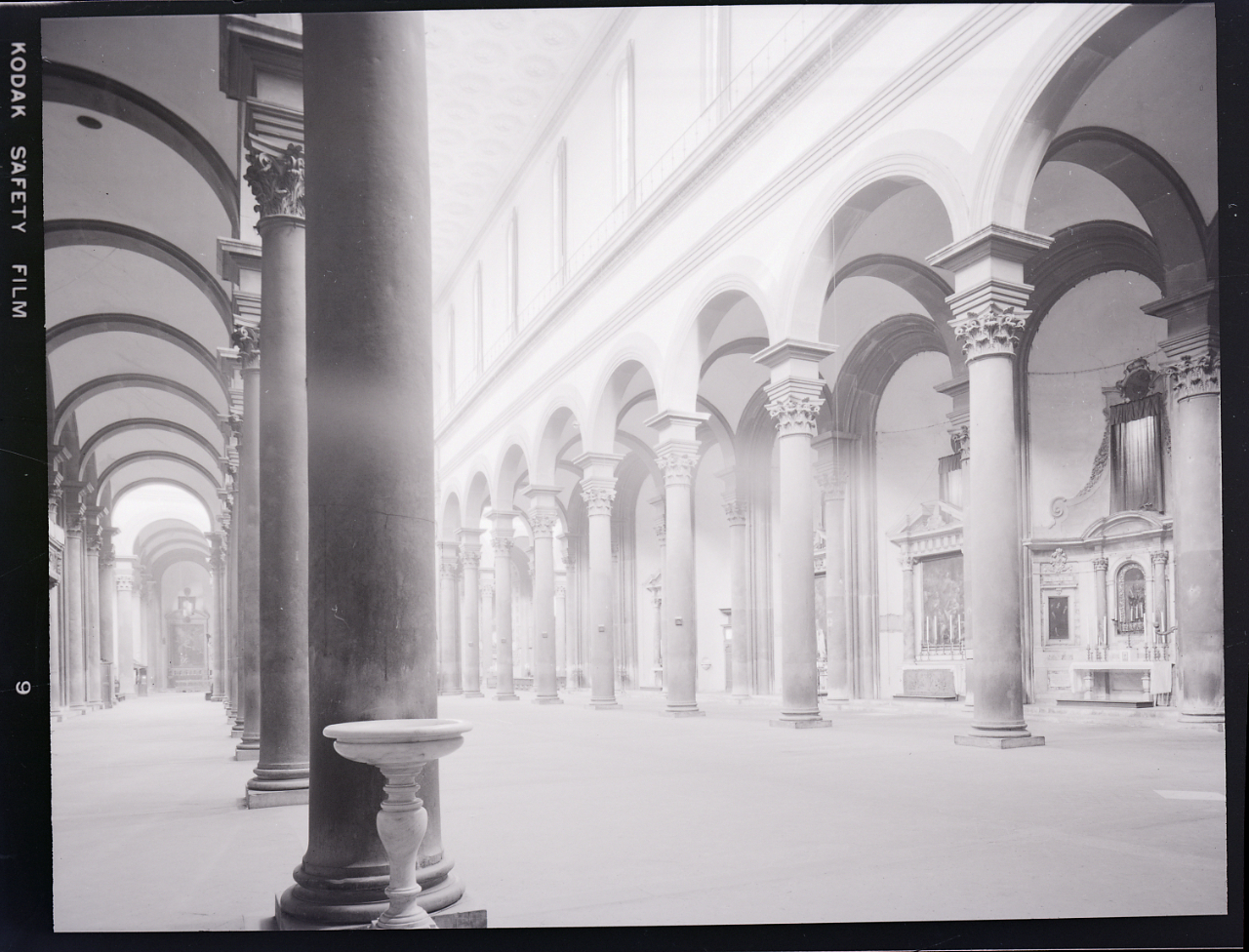
San Lorenzo

## Literatura
- Rolf C. Wirtz: Sztuka i architektura - Florencja, Könemann, Köln 1999, ISBN 3-8290-8142-1